# Pablo Barrera
Pablo Edson Barrera Acosta, född 21 juni 1987, är en mexikansk fotbollsspelare som spelar som yttermittfältare för Liga MX-klubben Pumas UNAM.